# 2-й кавалерийский полк (США)
2-й кавалерийский полк (англ. 2nd Cavalry Regiment, также известен как 2-й драгунский) — кавалерийский, охранный, а затем механизированный полк Армии США бригадного состава. Ведёт историю с 1836 года. Ныне в составе 5-го армейского корпуса США.

## История

### Первое формирование
Был сформирован 23 мая 1836 году по указанию президента Джексона.
Состоял из двух эскадронов, из которых один располагался в штате Миссури в укреплённых Джеферсоновских казармах, а второй — в штате Флорида, где принимал участие в войне с семинолами. Его первым боевым столкновением стала перестрелка у Уэлика-Понд 10 июня 1836 года, где участвовала рота D. В декабре 1836 года прибыли роты A, B, C, E, I, и в январе 1837 они участвовали в бое у форта Меллон. 9 сентября того же года три драгунские роты окружили деревню и захватили в плен одного из вождей семинолов по имени Король Филип. 2-й Драгунский в основном участвовал в наступательных операциях, предпочитая не ждать нападений индейцев в фортах, как действовали остальные подразделения.
Впоследствии второй эскадрон под командованием полковника Твиггса был переведён в Техас. Полк принимал участие во всех войнах и конфликтах на Среднем Западе США середины XIX в: войне с Мексикой, войнах с индейцами, гражданской войне в Канзасе и войне с мормонами.

### Гражданская война
С началом Гражданской войны в 1861 году полк был направлен на восточный театр военных действий. На протяжении большей части войны являлся ключевой частью бригады кавалерийского корпуса Потомакской армии и принимал участие во многих сражениях в частности, в битве при Геттисберге, где числился в бригаде Уэсли Мерритта и им командовал капитан Теофилиус Роденбо.
Как и в случае других кавалерийских частей раннего образования, многие офицеры из довоенного состава полка служили в армиях как Севера, так и Юга.

### Индейские войны
Во второй половине XIX века полк принимал участие в конфликтах с индейцами, населявшими Средний запад США, так называемых «Индейских войнах»:
- Сражение у деревни уичита (Техасско-индейские войны) (1 октября 1858)
- Резня Феттермана (Война Красного Облака) (21 декабря 1866)
- Бой Киддера[англ.] (Война Хэнкока[англ.]) (2 июля 1867)
- Резня на реке Марайас (Война черноногих) (23 января 1870)
- Сражение Бейтса (4 июля 1874)
- Битва при реке Паудер (Бигхорнская экспедиция) (17 марта 1876)
- Битва при Роузбад (Война за Чёрные Холмы) (17 июня 1876)

### Американо-испанская война
Во время американо-испанской войны полк был направлен на Кубу, где соединился с отрядом «Бравых всадников» (англ. Rough Riders) под командованием Т. Рузвельта. Принимал участие в боях при El Canay, сражении за высоту Сан-Хуан и других. После окончания войны полк оставался на Кубе в течение трёх лет с целью поддержания порядка.
В 1899 году был переброшен на Филиппины, где участвовал в кампании в провинции Кавите, а также в войне с народом Моро в 1911 и 1912 гг.

### Первая мировая война
26 июня 1917 года полк первым из вооружённых частей США прибыл во Францию в качестве почётного эскорта командира Американского экспедиционного корпуса генерала Першинга. Во время Первой мировой войны полк в основном выполнял роль военной полиции, что не помешало ему принять участие в нескольких крупных сражениях летом 1918 года, включая Вторую битву на Марне. В ходе последовавшего затем Мёз-Аргоннского наступления полк в последний раз использовался в военных действиях в качестве кавалерии. После Компьенского перемирия (11 ноября 1918 года) и по август 1919 года полк участвовал в оккупации Рейской области, располагаясь в германском городе Кобленц.

### Вторая мировая война
Вернувшись из Европы, полк разместился на военной базе Форт-Райли, штат Канзас. С началом Второй мировой войны полк стал частью 9-й танковой дивизии, в составе которой участвовал в высадке войск в Нормандии. Находясь в 3-й армии США под командованием генерала Дж. Паттона, полк в ходе общего наступления на восток продвинулся дальше других частей союзников, войдя на территорию Чехословакии, где и встретился с наступающими частями советской армии. Подразделение полка во главе с полковником Ч. Х. Рендом спасло от уничтожения жеребцов знаменитой Липпицианской породы, доставив их в безопасное место в Германии. В конце войны полк был переименован во 2-й полк констеблей (англ. 2nd Constabulary Regiment) и затем во 2-й броне-кавалерийский полк (англ. 2nd Armored Cavalry Regiment) (1948). Его казармы вплоть до декабря 1990 года находились в Нюрнберге.

### Холодная война

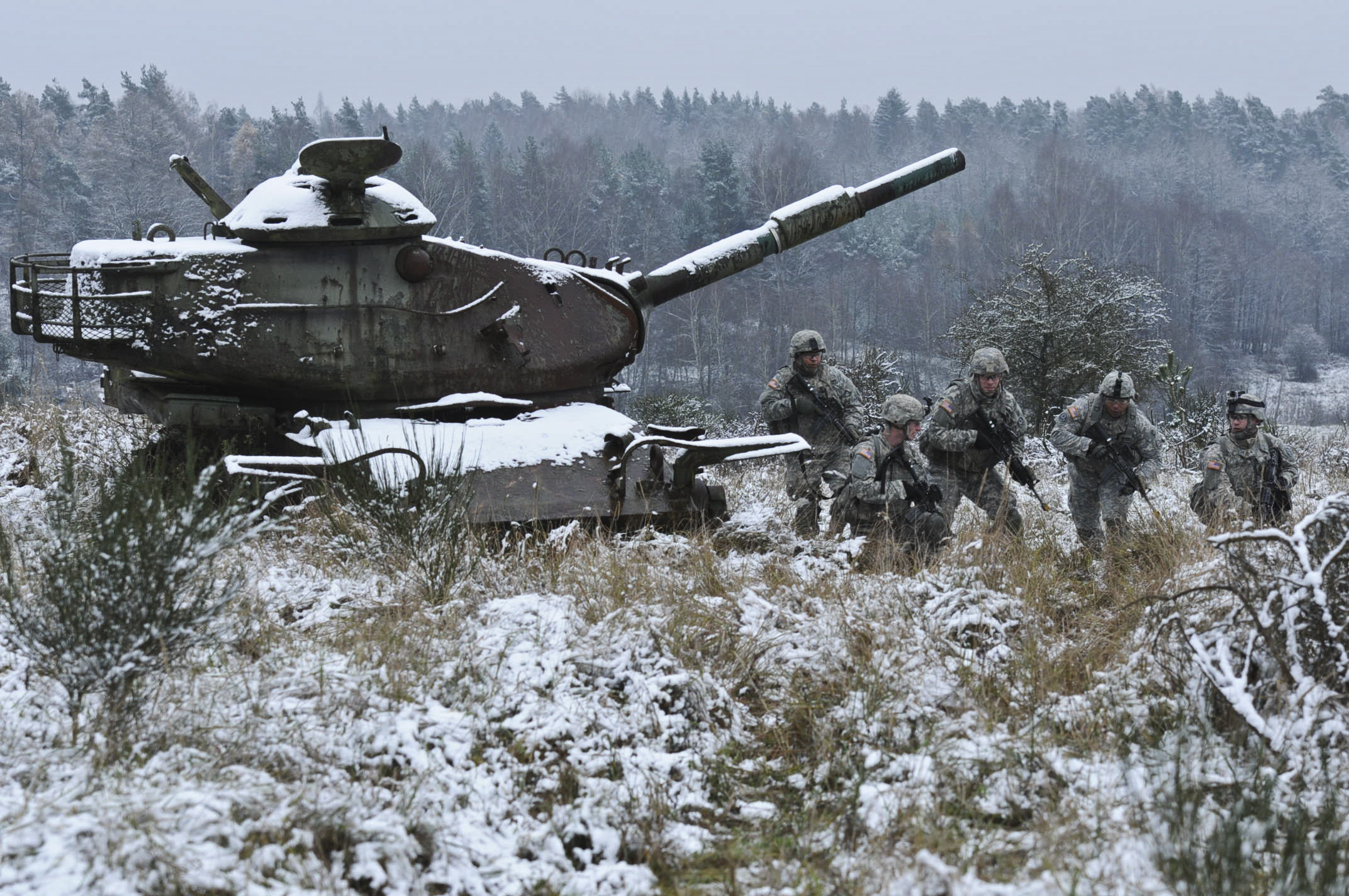
Полк на учениях НАТО в зимний период

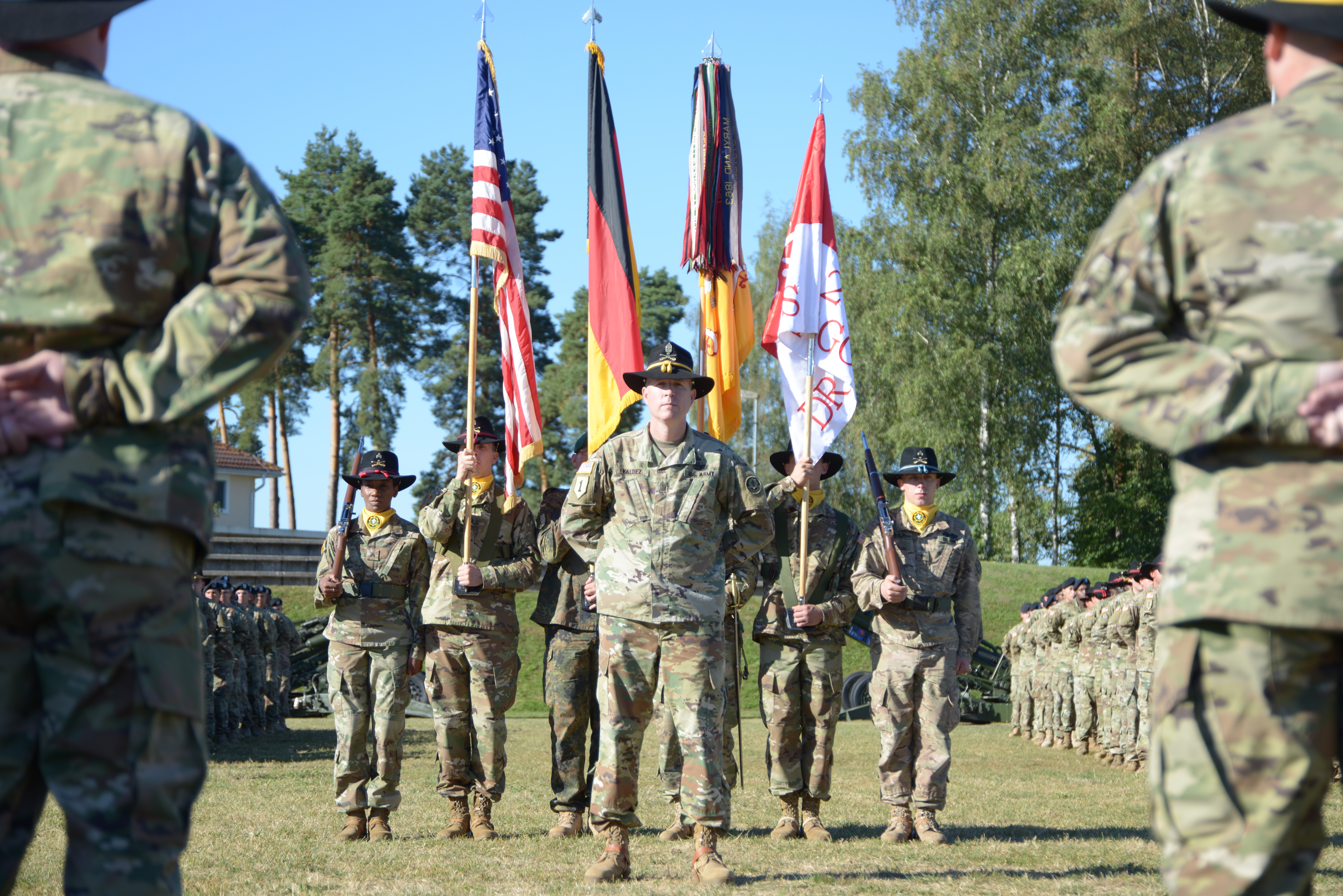
Возвращение полка в Германию (2006)

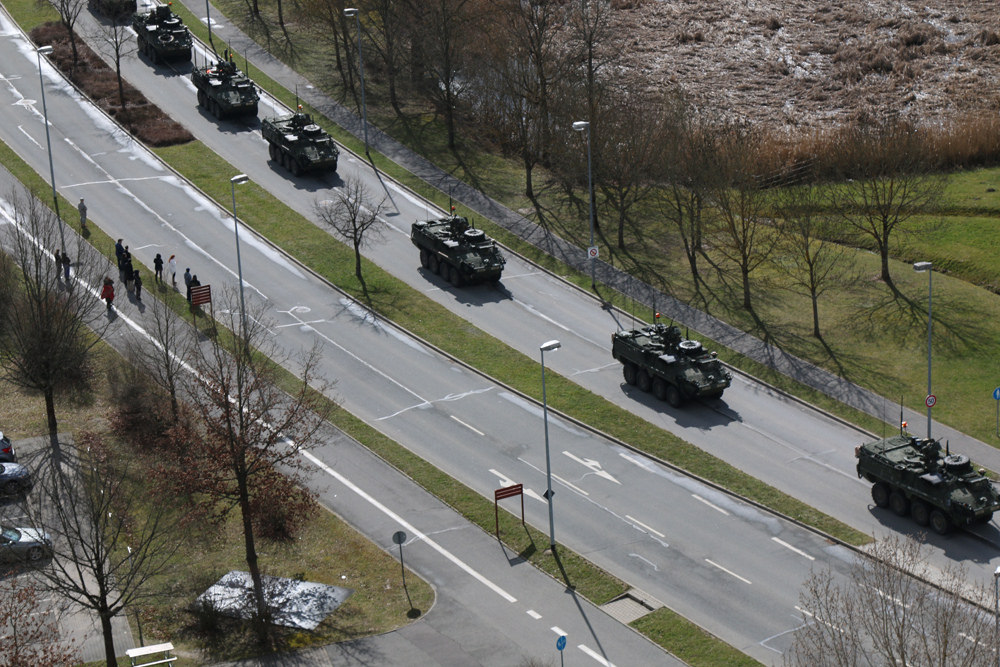
Эскадрон полка на баварском автобане

В годы Холодной войны полк располагался в Западной Германии вдоль границы с Восточным блоком, выполняя роль сторожевого заслона на случай вторжения сил Варшавского договора в Западную Европу.
После падения Берлинской стены и развала коммунистических режимов в Восточной Европе стало понятно, что полку предстоит решать новые задачи. Вскоре после вторжения Ирака в Кувейт полк был переведён в Саудовскую Аравию.

### Война в Заливе
В феврале 1991 года полк участвовал в глубоком рейде VII корпуса на территорию Ирака. В крупном танковом сражении, известном как «Битва на 73 истинг», полк уничтожил две бригады Республиканской гвардии Ирака из механизированной дивизии «Тавалкана». За действия в операции «Буря в пустыне» полк был награждён знаком отличия «За доблесть».

### Переформирование
По возвращении с Ближнего Востока полк был переведён из Германии на базу Форт-Льюис, штат Вашингтон. Здесь полк получил внедорожники Humwee, вооружённые 12,7-мм пулемётами Браунинг M2, противотанковыми ракетами BGM-71 TOW и автоматическими гранатомётами Mk 19.
С 1995 по 1996 год эскадроны полка попеременно несли охранную службу на Гаити в составе 25-й пехотной дивизии.

### Служба в Боснии
В июне 1997 полк был переброшен в Германию, где был включён в состав 1-й бронетанковой дивизии. В августе того же года 2-й и 3-й эскадроны были направлены в Боснию в составе сил НАТО по поддержанию мира в Боснии и Герцеговине (SFOR). Части полка были приданы 1-й пехотной дивизии, обеспечивавшей правопорядок во время муниципальных выборов.

### Глобальная война с терроризмом

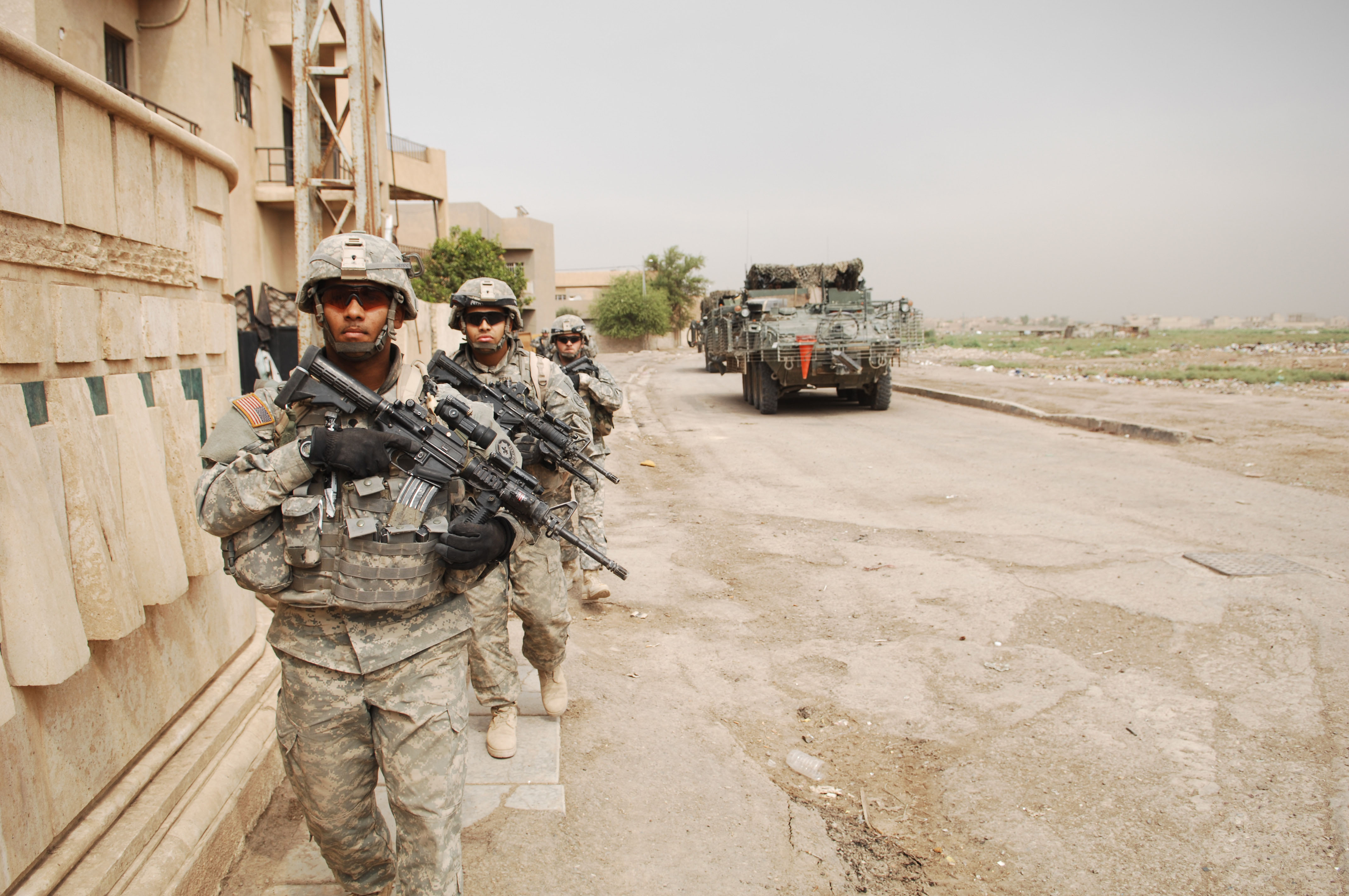
Подразделение полка патрулирует окраины Багдада, октябрь 2007 года

Солдаты полка служили в Афганистане

В 2003 году полк был вновь отправлен на Ближний Восток для участия в операции по свержению режима Саддама Хуссейна. На полк была возложена задача борьбы с инсургентами в районе, простиравшемся от Багдада до Ан-Наджафа и Эль-Кута. Полк находился в Ираке 16 месяцев и по результатам боевой работы был удостоен благодарности Президента США.
По завершении миссии в Ираке полк возвратился на базу Форт-Льюис, где прошёл реорганизацию по бригадному принципу. 1 июня 2006 году полк был переименован во 2-й страйкер кавалерийский полк (2nd SCR).
В сентябре 2006 года полк был переведён на базу Rose Barracks в город Фильзек (Германия). В августе 2007 полк был вновь отправлен в Ирак для борьбы с Аль-Каидой. По завершении пятнадцатимесячного пребывания в Ираке полк вернулся в ФРГ.
С июля 2010 по апрель 2014 полк проходил службу в афганской провинции Кандагар в составе войск международной коалиции (ISAF), за что впоследствии был удостоен Похвальной благодарности для армейской воинской части.

### Силы НАТО в Восточной Европе

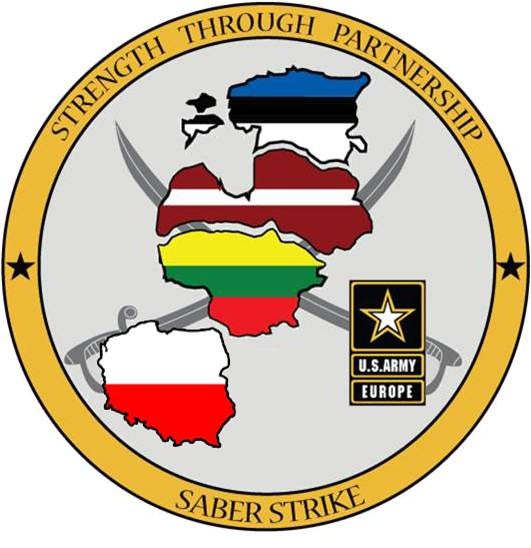
Логотип учений «Удар Сабли»

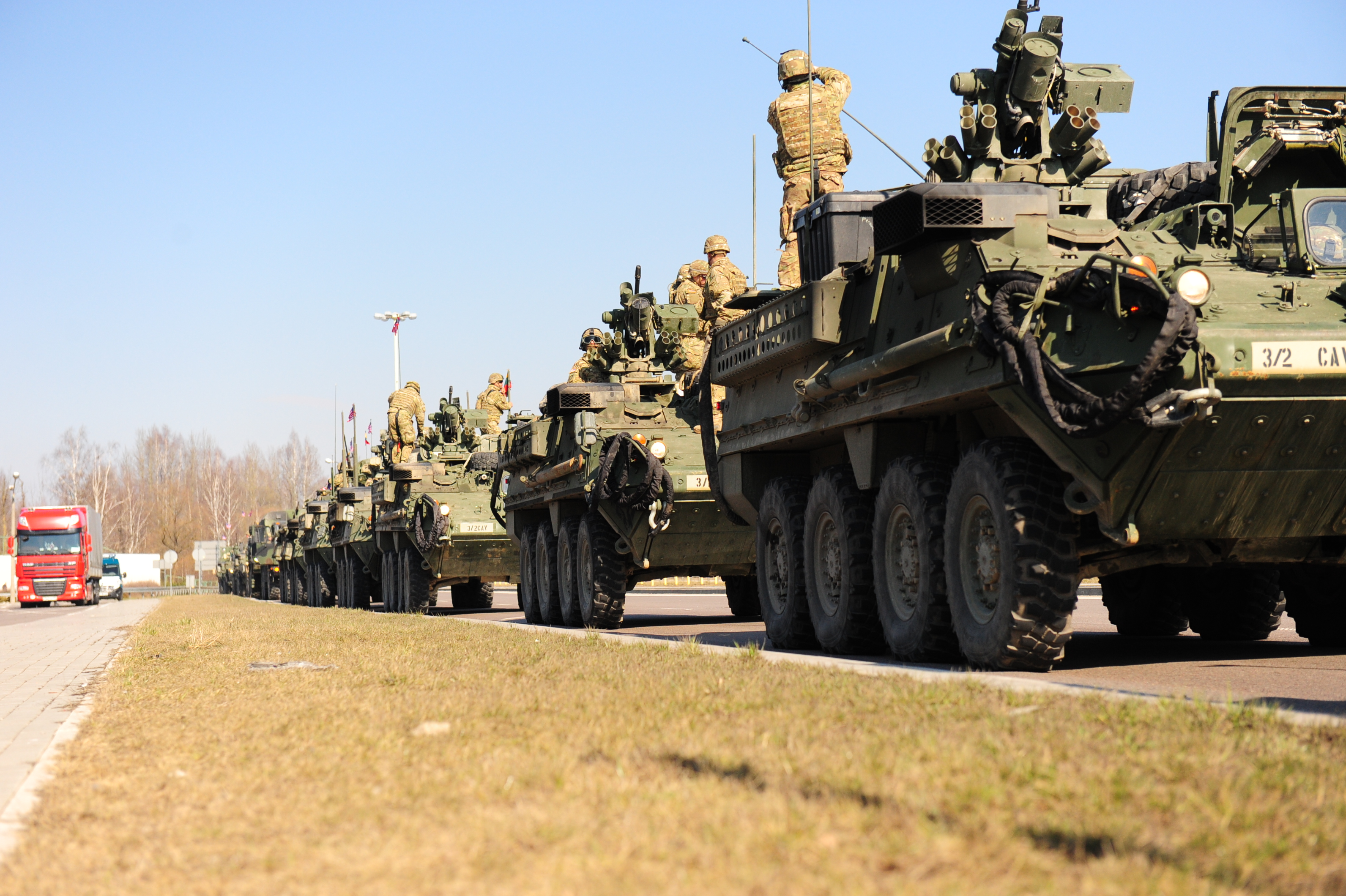
Колонна бронетехники на рейде сил НАТО в Восточной Европе (весна 2015)

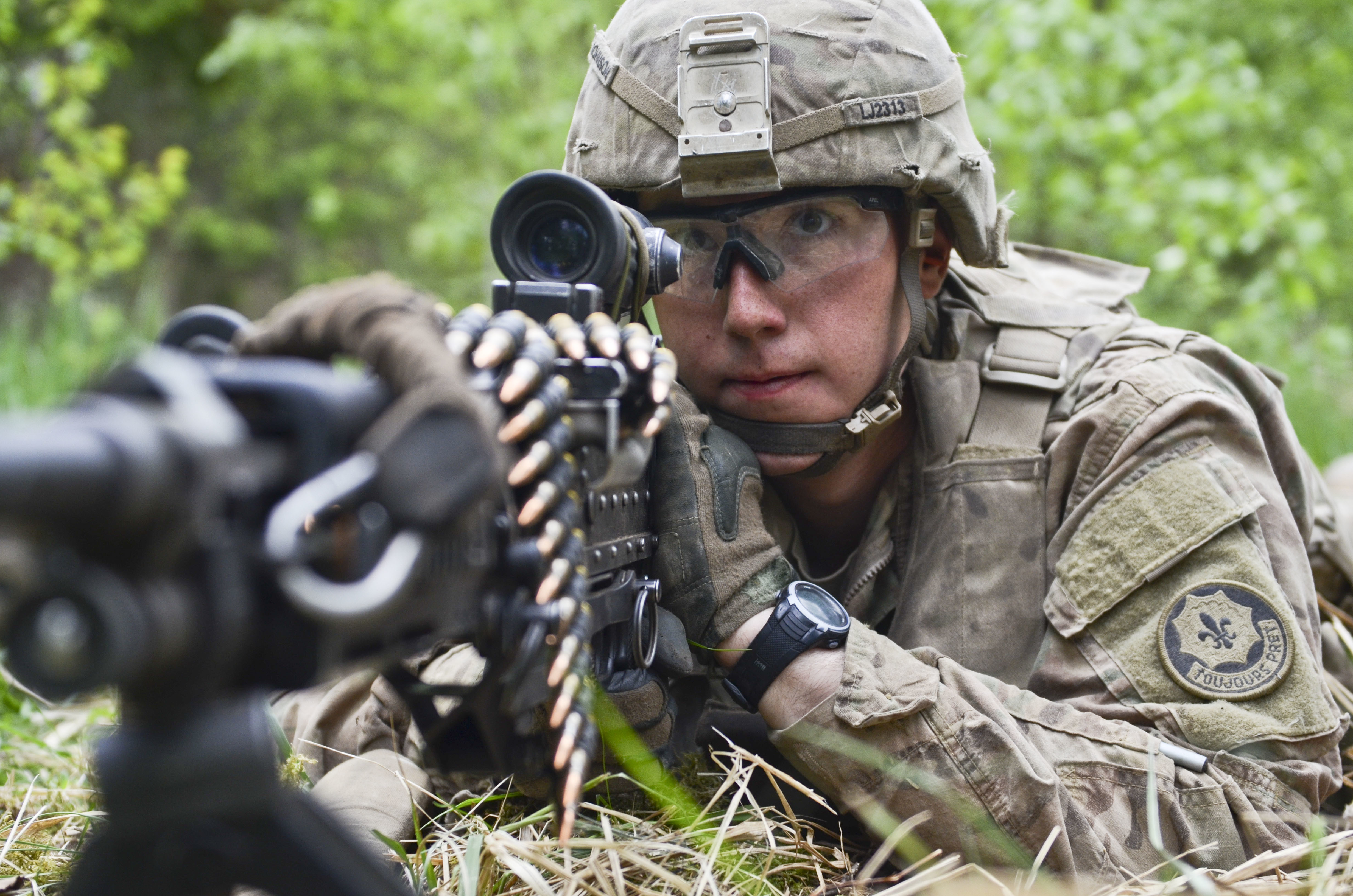
Учения в Эстонии „Spring Storm 2016“

Начиная с октября 2011 года подразделения полка регулярно привлекают к масштабным учениям НАТО на территории прибалтийских государств.
Весной 2015 полк принял участие в учениях НАТО по отражению предполагаемой агрессии России против пограничных стран блока: «Атлантическая решимость» (англ. Atlantic Resolve) и «Драгунский рейд» (англ. Dragoon Ride). Весной 2016 года эскадроны полка вновь совершили марш-броски по территории прибалтийских республик (операция «Spring Storm 2016»), а также по Молдавии и Румынии (манёвры «Dragon Pioneer 2016»).
Начиная с января 2017 года полк отправляет один из своих эскадронов для формирования боевой группы войск НАТО в Польше в рамках Расширенного передового присутствия стран Альянса в Прибалтике.
С 8 марта 2022 года полк включён в состав 5-го армейского корпуса и призван обеспечивать взаимодействие Армии США в Европе c силами быстрого реагирования НАТО.

## Состав

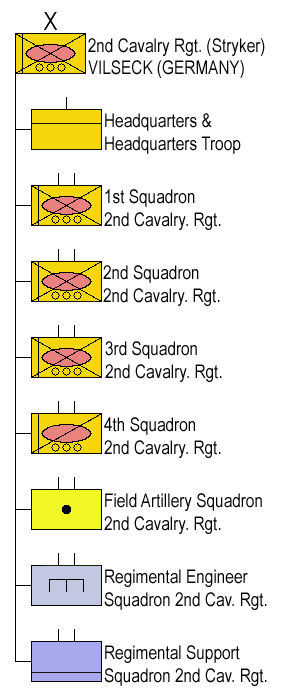
Состав 2-го кавалерийского полка.

- Штаб и штабная рота (Regimental Headquarters and Headquarters Troop (HHT) «Vipers»)
- 1-й эскадрон (1st Squadron 2nd Cavalry Regiment «War Eagles»)
  - Штаб и штабная рота (1st Squadron, HHT «Mustangs»)
  - рота Апач (Apache Troop)
  - Рота Бык (Bull Troop)
  - Рота Команч (Comanche Troop)
  - Рота Дакота (Dakota Troop) — рота передовой поддержки
- 2-й эскадрон (2nd Squadron 2nd Cavalry Regiment «Cougars»)
  - Штаб и штабная рота (2nd Squadron, HHT «Headhunters»)
  - Рота Орёл (Eagle Troop)
  - Рота Лиса (Fox Troop)
  - Рота Призрак (Ghost Troop)
  - Рота Опустошение (Havoc Troop) — рота передовой поддержки
- 3-й эскадрон (3rd Squadron 2nd Cavalry Regiment «Wolfpack»)
  - Штаб и штабная рота (3rd Squadron, HHT «Hammer»)
  - Рота Железо (Iron Troop)
  - Рота Кронос (Kronos Troop)
  - Рота Молния (Lightning Troop)
  - Рота Ярость (Fury Troop) — рота передовой поддержки
- 4-й эскадрон (4th Squadron 2nd Cavalry Regiment «Saber») (разведка, наблюдение и целеуказание)
  - Штаб и штабная рота (4th Squadron, HHT «Warhorse»)
  - Рота Немезида (Nemesis Troop) — разведывательная рота
  - Рота Изгой (Outlaw Troop) — разведывательная рота
  - Рота Бледная лошадь (Palehorse Troop) — разведывательная рота
  - Рота Быстрый удар (Quickstrike Troop) — противотанковая рота с 9 СПТРК Страйкер
  - Рота Фургон войны (War Wagon Troop) — рота передовой поддержки
- Инженерный эскадрон (Regimental Engineer Squadron 2nd Cavalry Regiment «Pioneers»)
  - Штаб и штабная рота (Engineer Squadron, HHT «Lakota»)
  - Рота Аргонавт (Argonaut Troop) — инженерная рота
  - Рота Зверь (Beast Troop) — инженерная рота
  - Рота Калуса (Calusa Troop) — рота связи
  - Рота Бродяга (Maverick (Delta) Troop) — рота военной разведки
  - Рота Элита (Elite Troop) — рота передовой поддержки
- Артиллерийский дивизион (Field Artillery Squadron 2nd Cavalry Regiment «Artillery Hell»)
  - Штаб и штабная батарея (Headquarters and Headquarters Battery (HHB) — «Hellraisers»)
  - Батарея Лучник (Archer Battery)
  - Батарея Бульдог (Bulldog Battery)
  - Батарея Кобра (Cobra Battery)
  - Рота Феникс (Phoenix Troop) — рота передовой поддержки
- Эскадрон поддержки полка (Regimental Support Squadron 2nd Cavalry Regiment «Muleskinners»)
  - Штаб и штабная рота (Support Squadron, HHT «Hellraisers»)
  - Рота материального обеспечения и транспортировки (Supply and Transportation Troop «Pack Horse»)
  - Рота технического обслуживания (Maintenance Troop «Blacksmiths»)
  - Медицинская рота (Medical Troop «Scalpel Medics»)

## Вооружение и военная техника

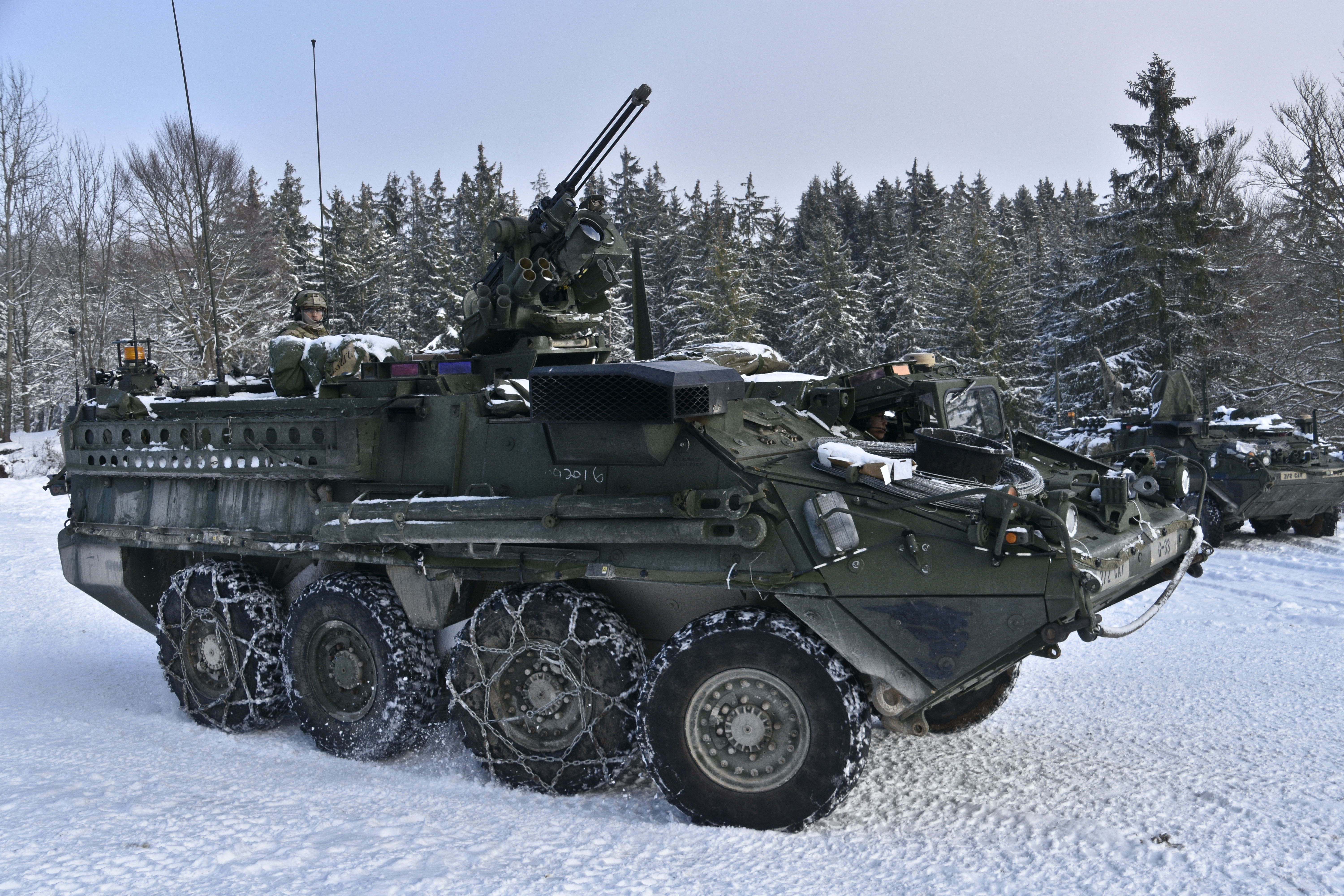
БТР M1126 ICV c пулемётом M2 Browning
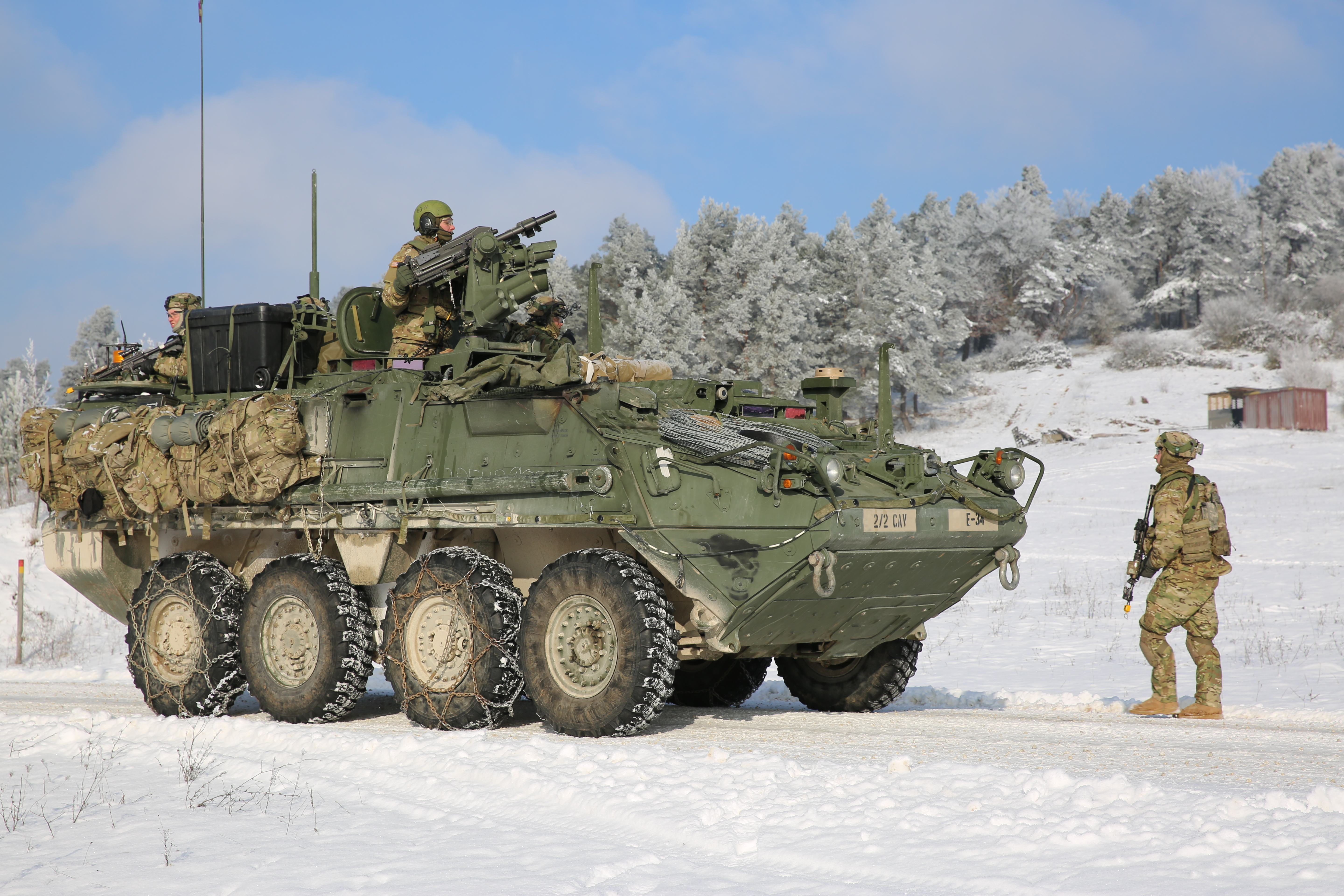
БТР M1126 ICV с гранатомётом Mk 19
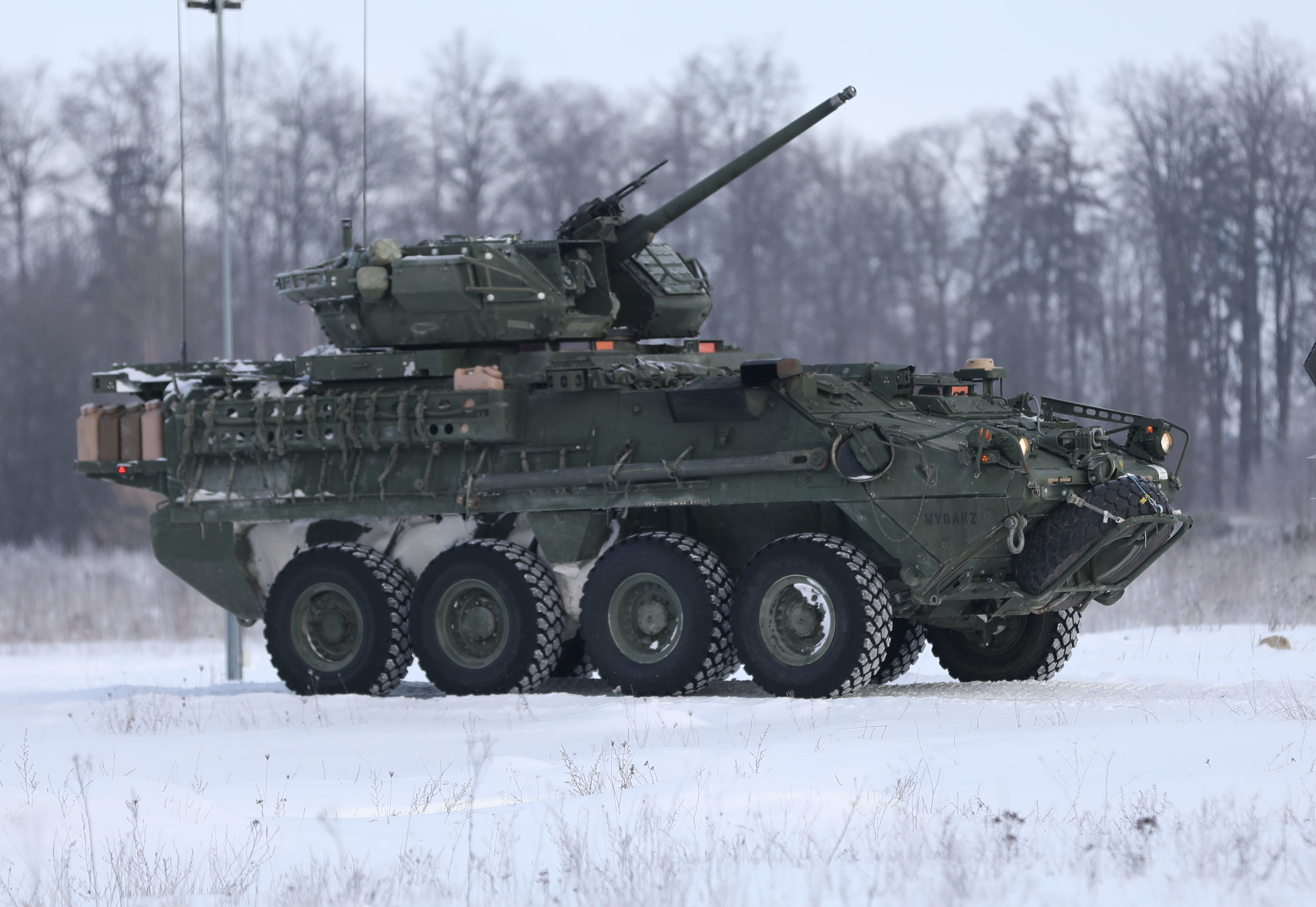
БМП M1296 Dragoon
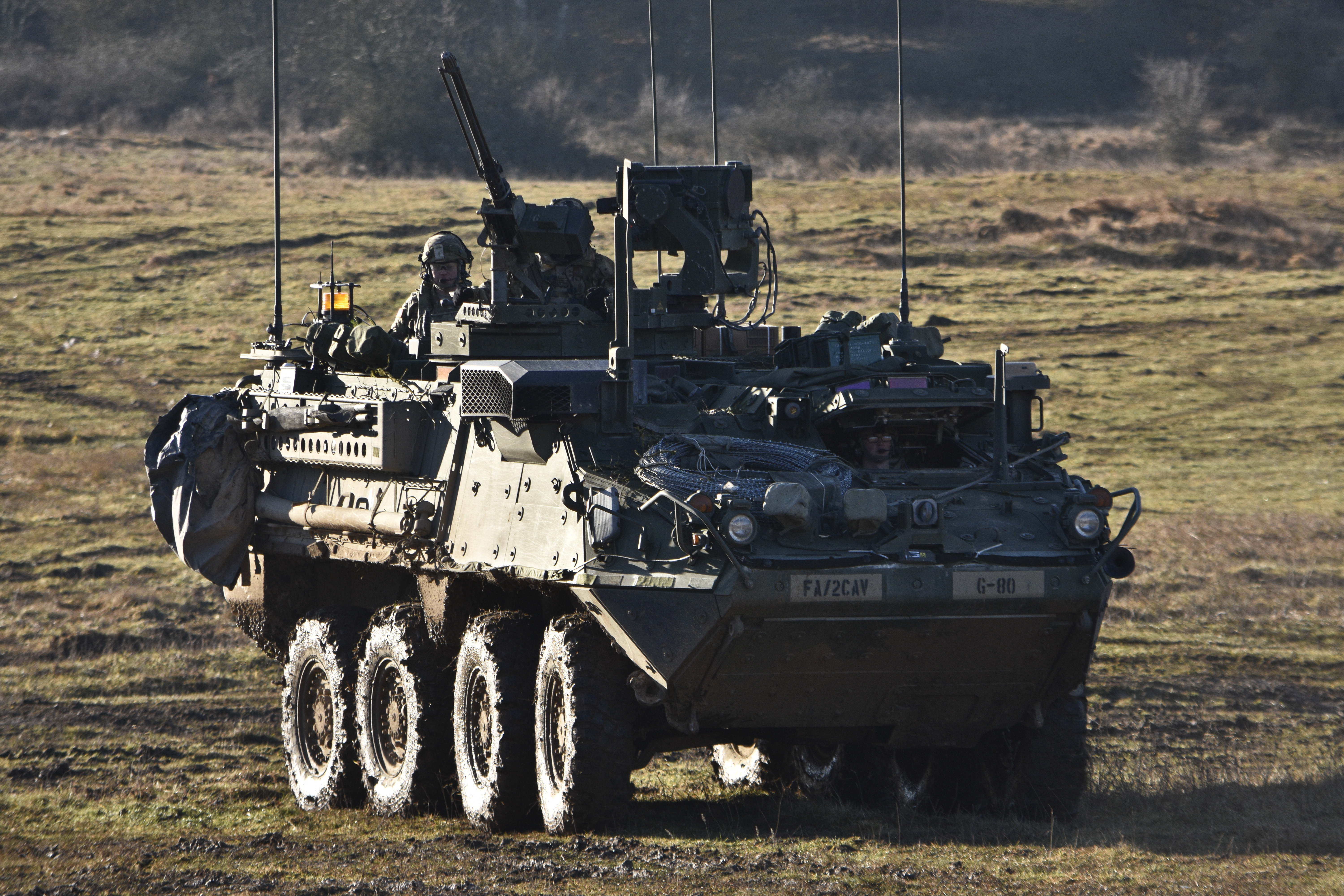
БРМ M1127 RV
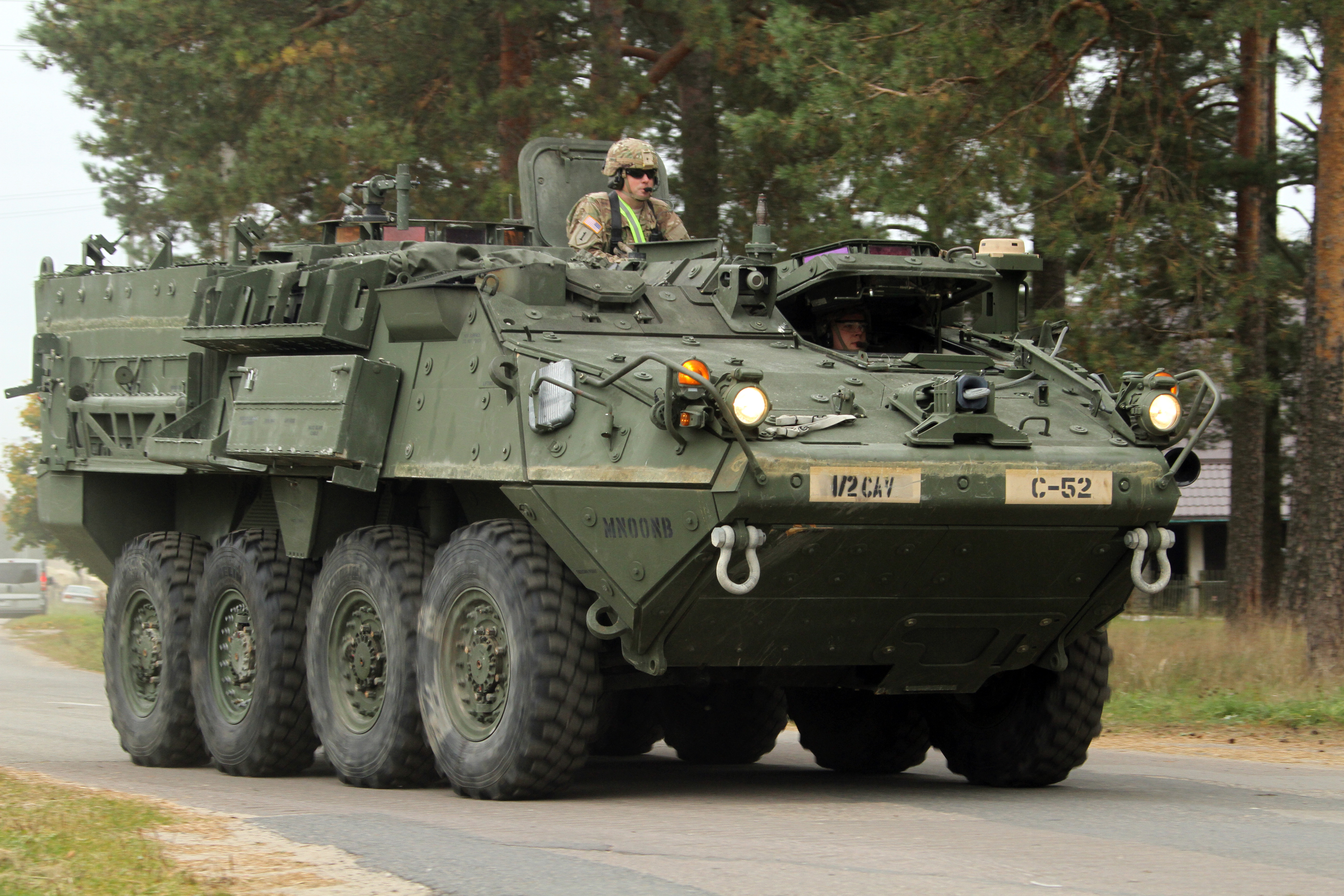
Самоходный миномёт M1129 MCV
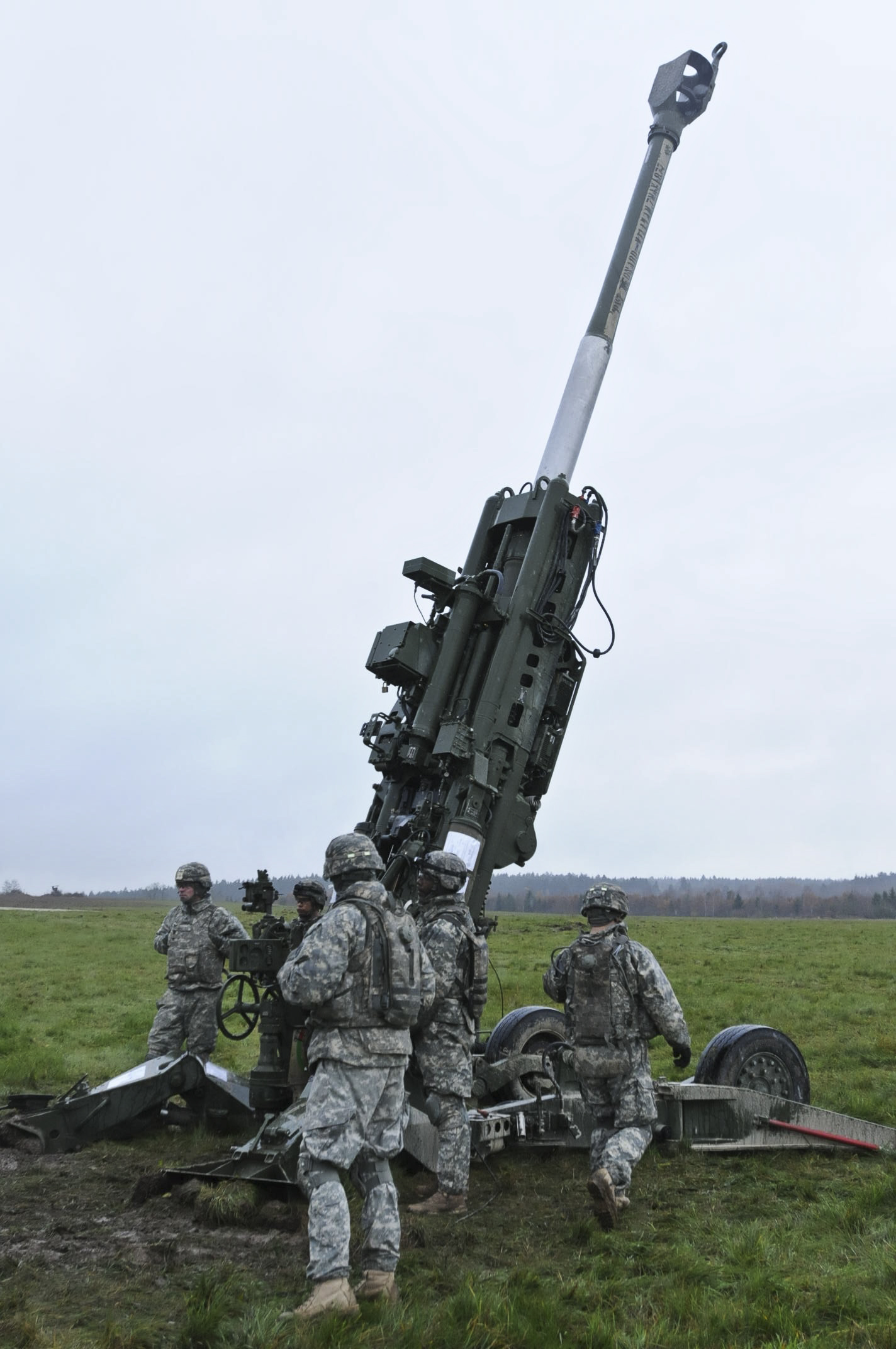
155-мм гаубица M777
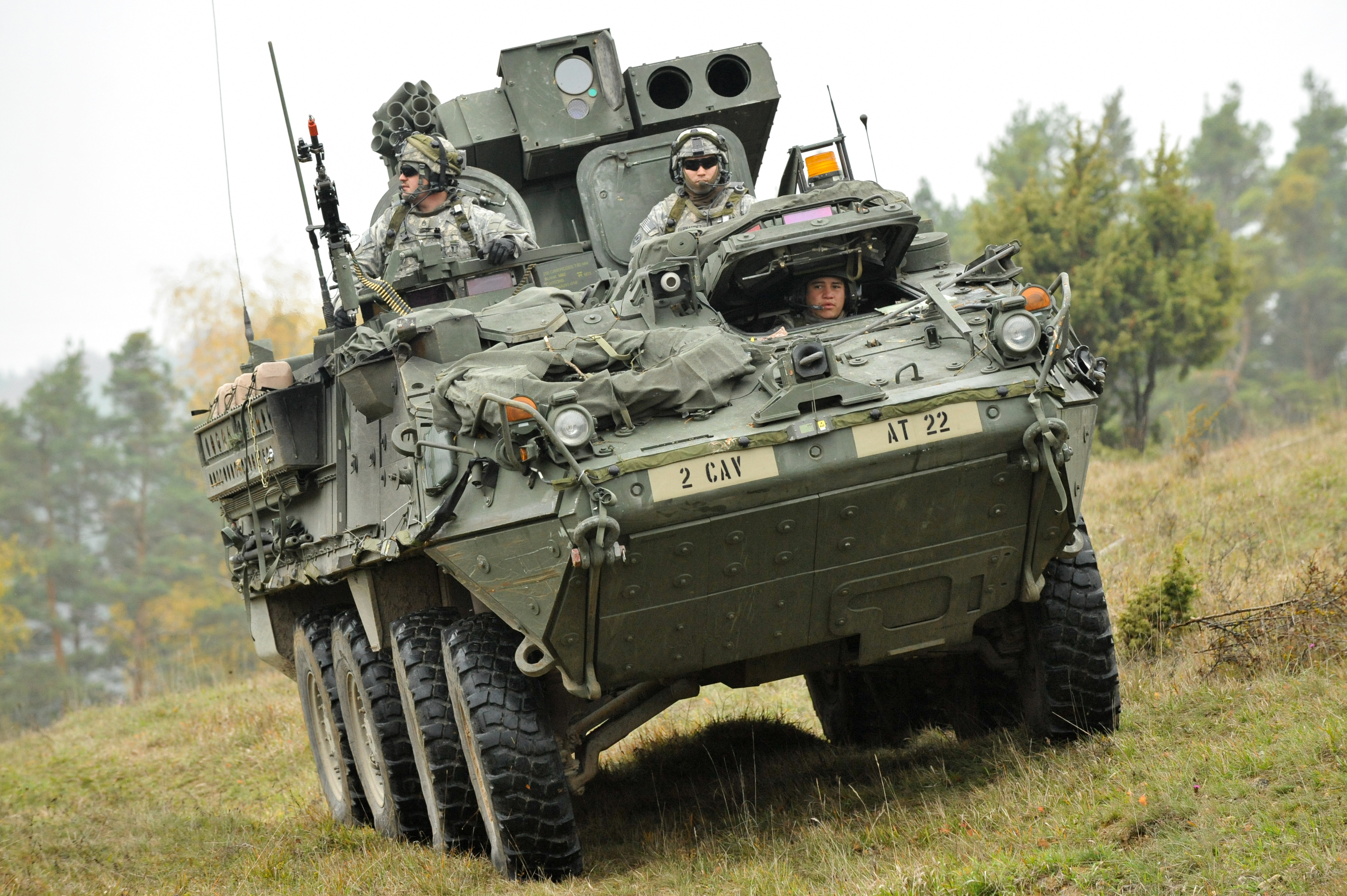
Самоходный ПТРК M1134 ATGMV
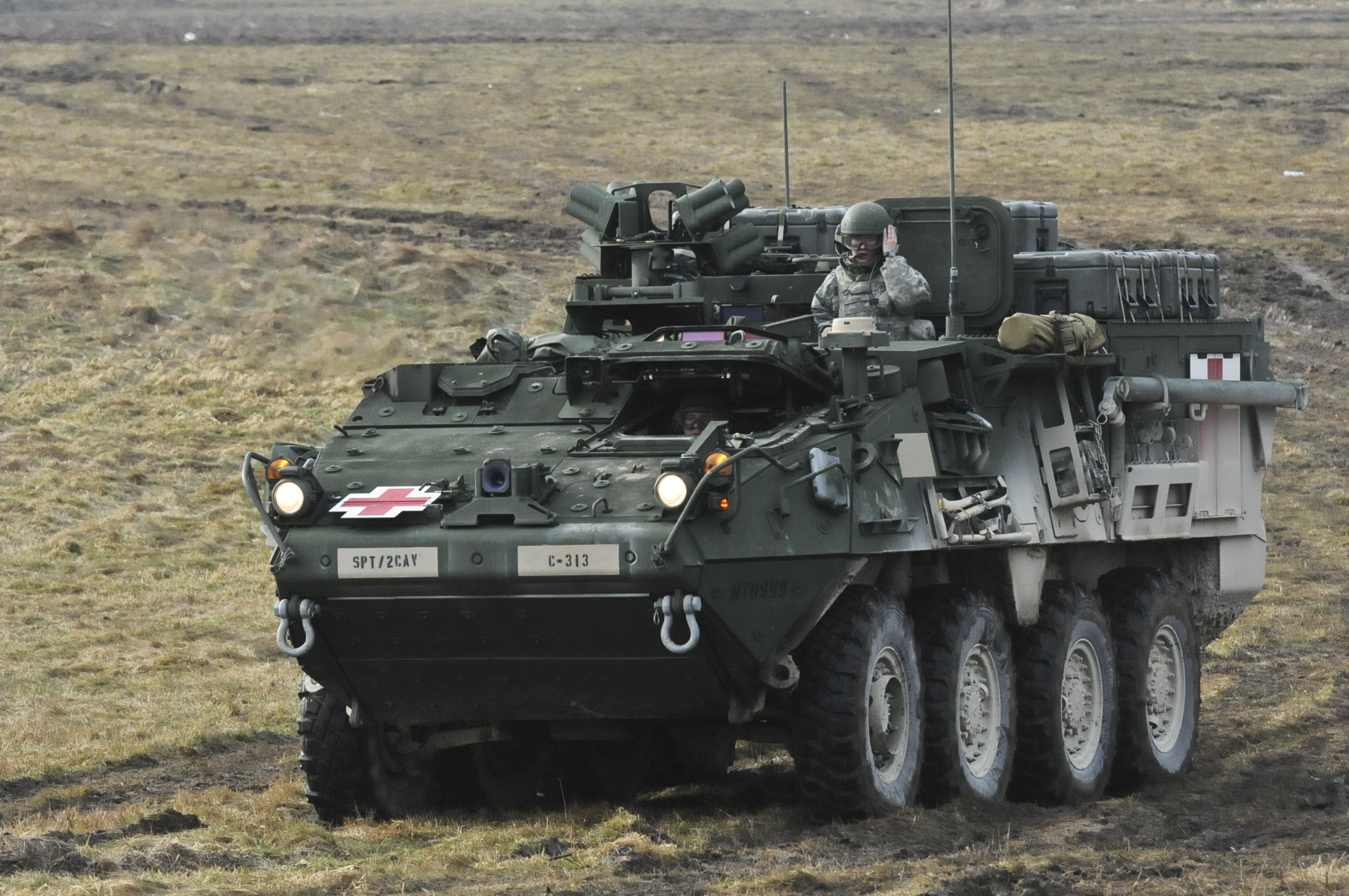
БММ M1133 MEV
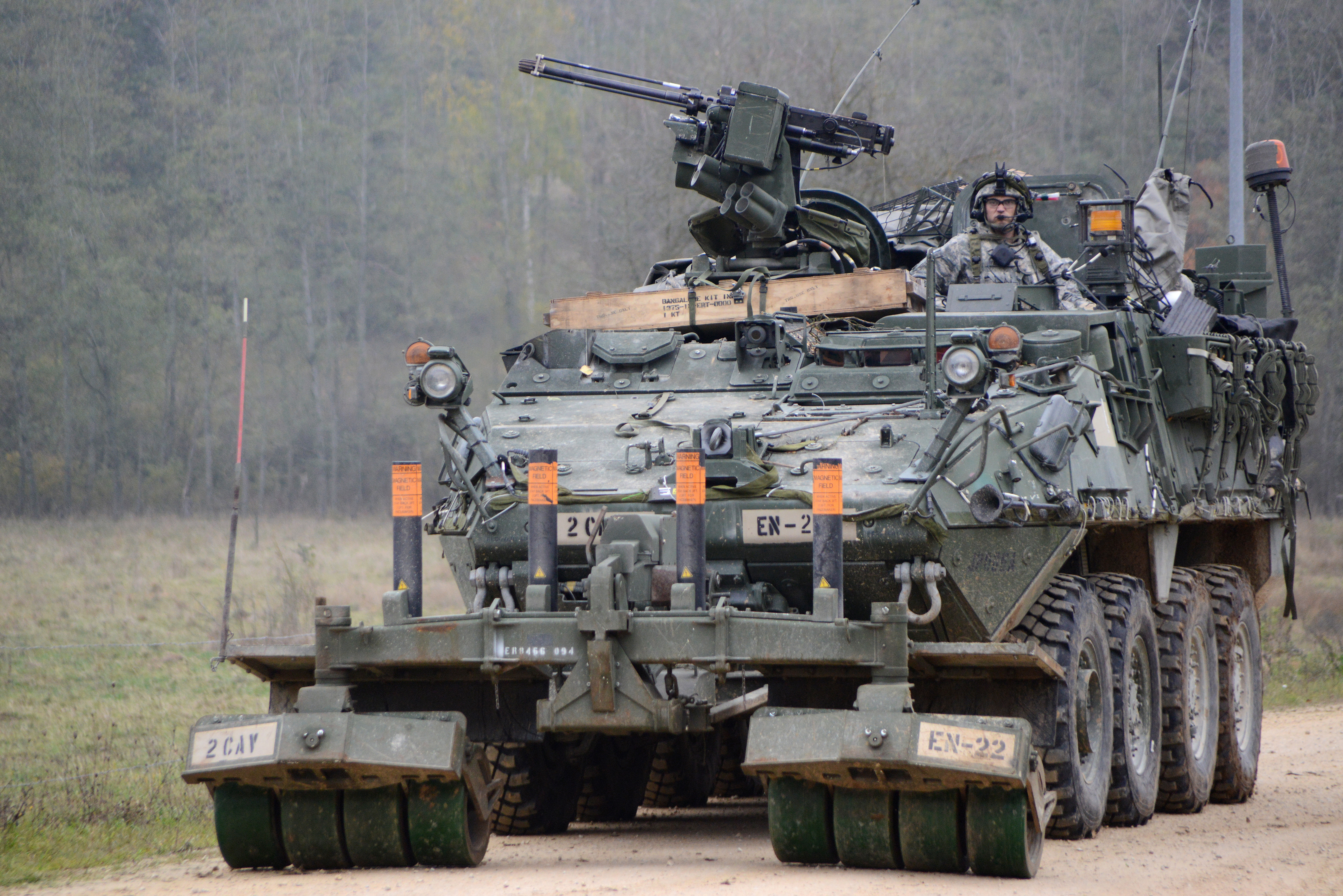
Инженерная машина разграждения M1132 ESV
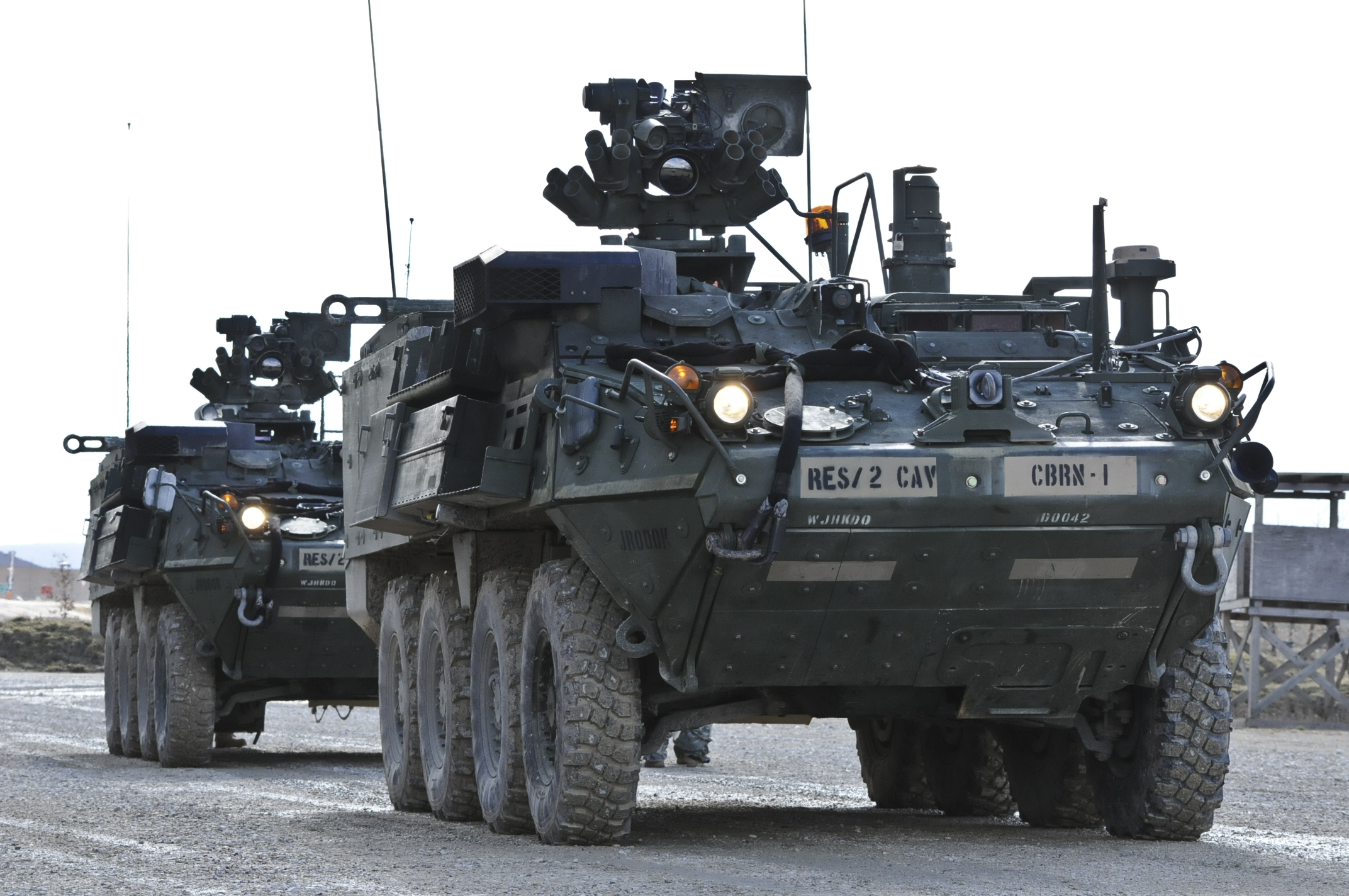
Машина РХБ разведки M1135 NBC RV
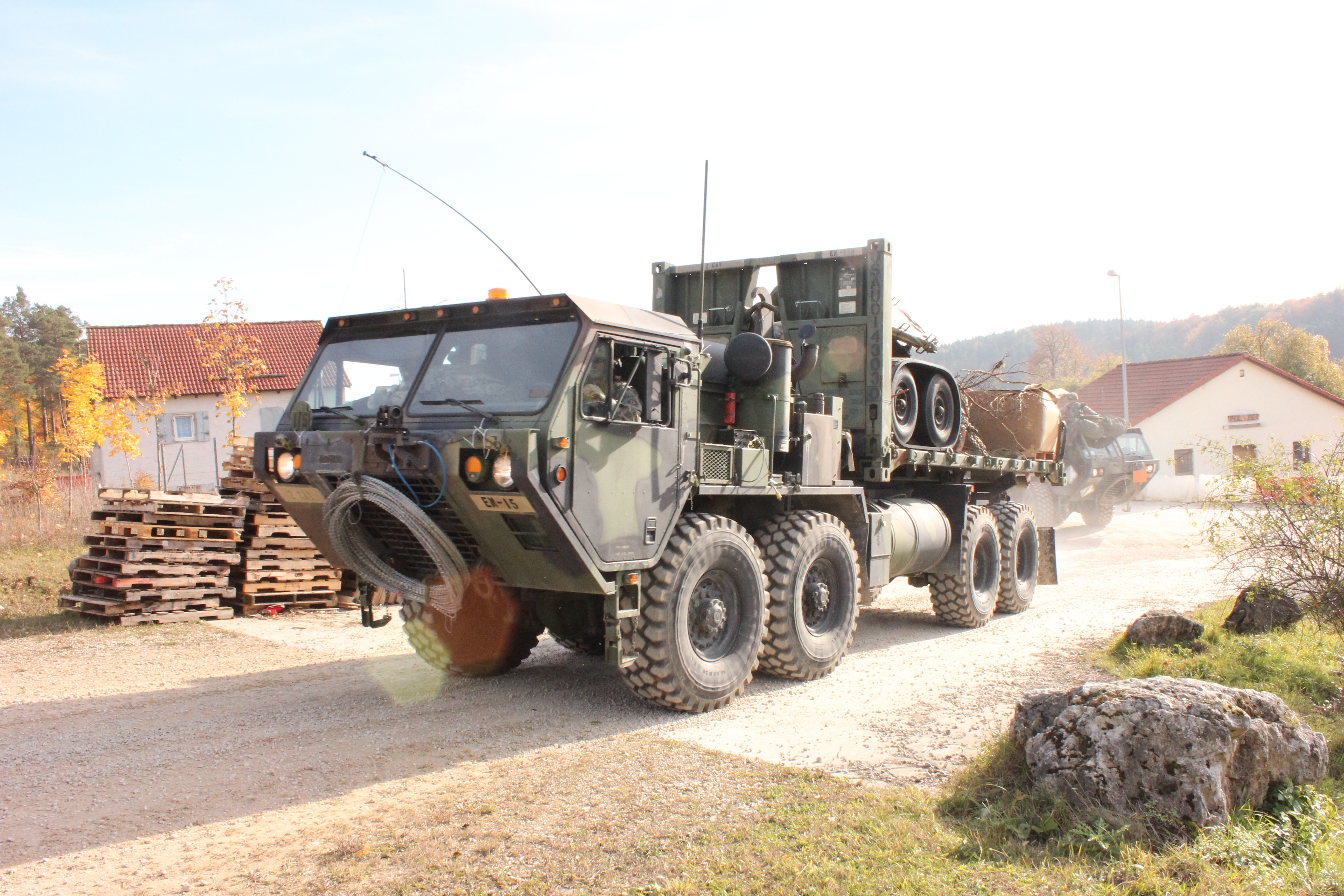
HEMTT M984 Wrecker
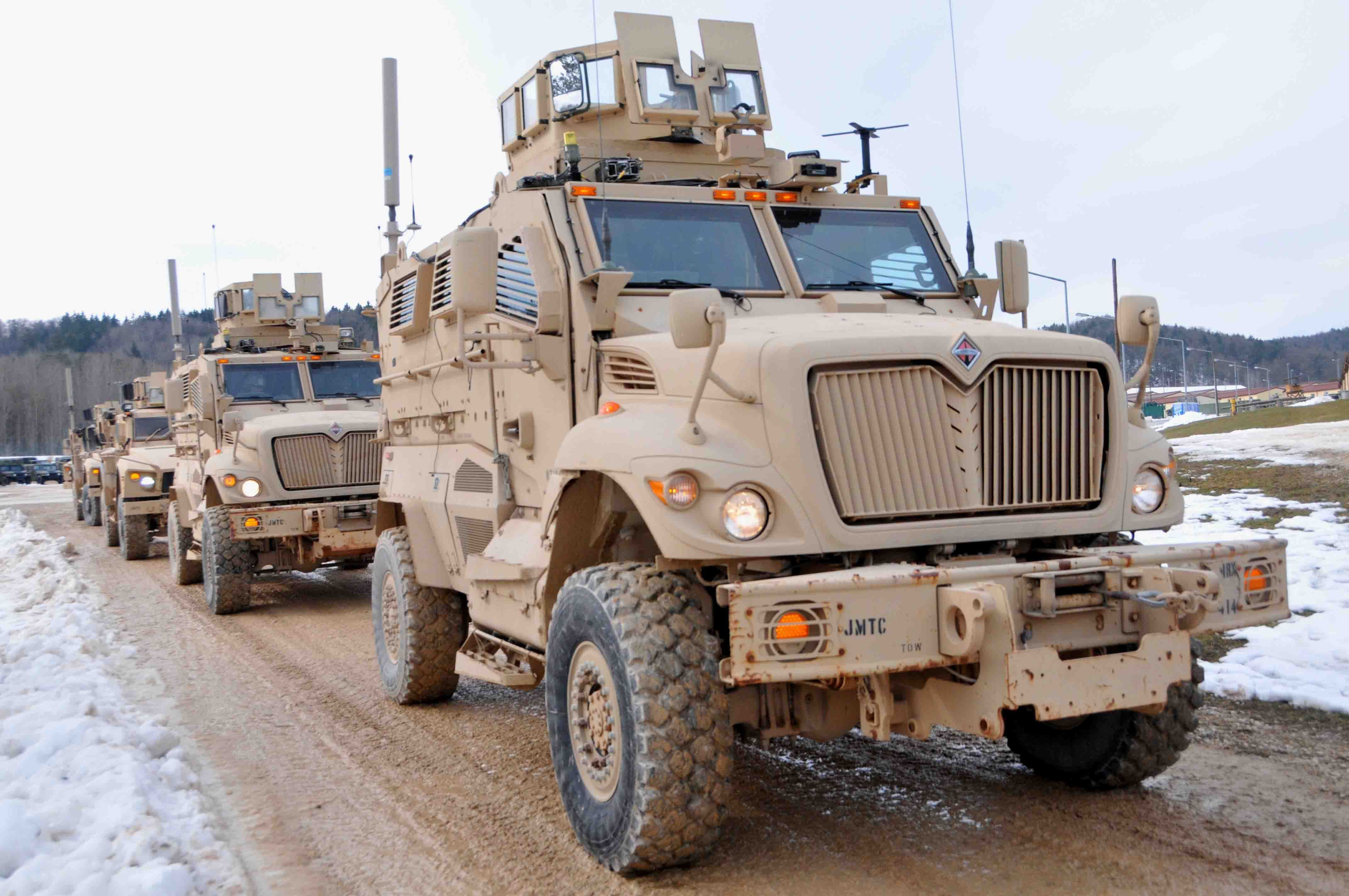
MRAP MaxxPro
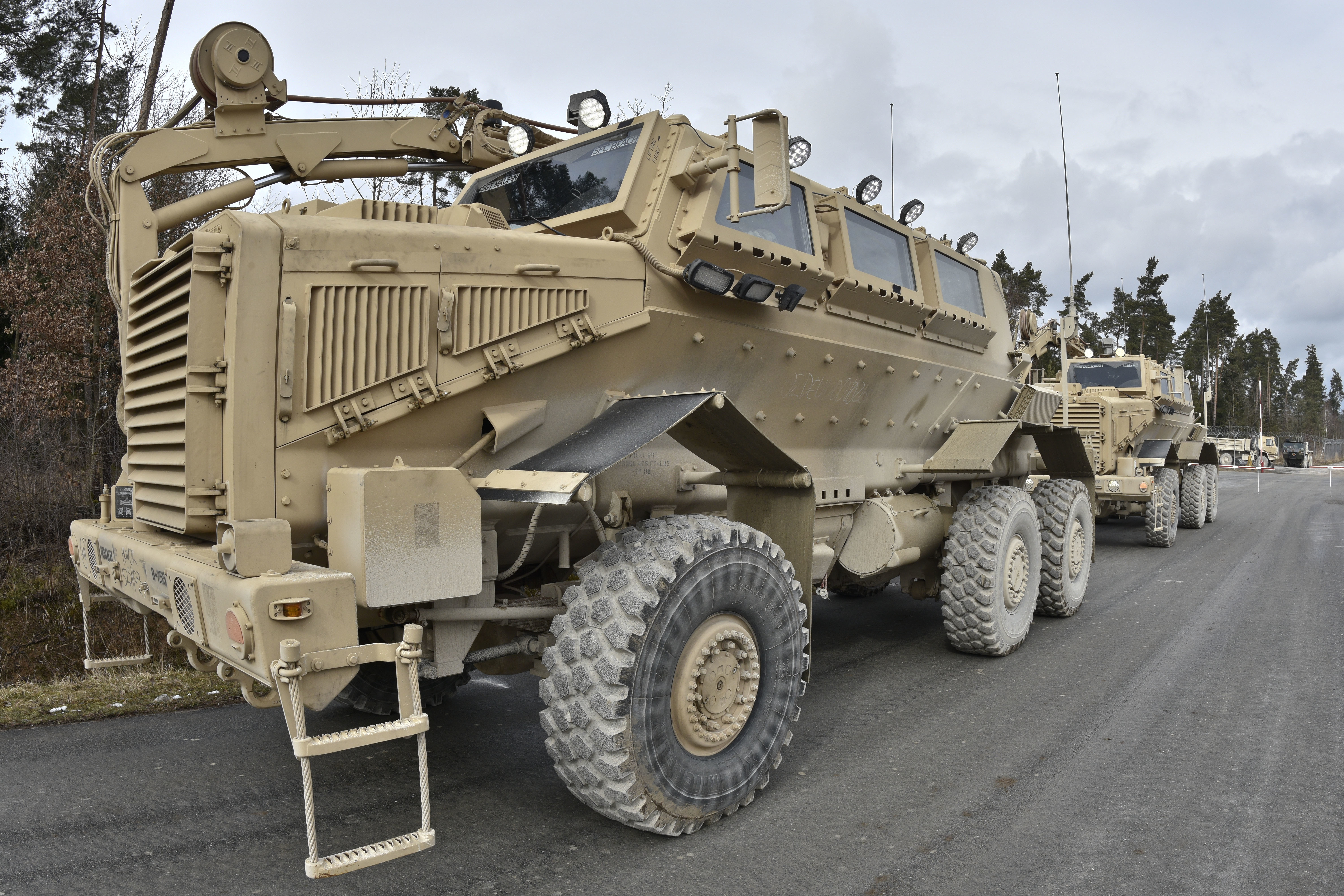
MRAP Buffalo MPV